# Max Daunderer
Max Daunderer (* 13. September 1943 in Landshut; † 7. Juni 2013) war ein deutscher Internist, klinischer Toxikologe, Umweltmediziner und Autor.

## Leben
Daunderer entstammte einer alten Münchner Arztfamilie. Das Medizinstudium absolvierte er in München (Doktorarbeit 1969: Das Carcinom in situ als Vorstadium des Collumcarcinoms aus der Sicht der Weltliteratur). Im Jahr 1974 eröffnete er die erste Intensivstation für Vergiftungen und gab bereits ein Jahr später ein Giftlexikon in Taschenbuchform für Klinikärzte heraus. Er veröffentlichte mit dem Chemiker Lutz Roth ein Chemikalienlexikon zur Ersten Hilfe bei akuten Vergiftungen. Daunderer war leitender Notfalltoxikologe beim Dioxinunglück in Seveso (Italien) 1976. 1984 behandelte er mehrere tausend Vergiftete nach der Katastrophe von Bhopal, bei der Methylisocyanat austrat. 1985 habilitierte er sich als Klinischer Toxikologe an der Technischen Universität München mit der Arbeit Klinische Erfahrungen mit dem Antidot 4-DMAP, einem Methämoglobinbildner zur Behandlung von Vergiftungen mit Blausäure und ihren Salzen.
In seinem Engagement gegen Gifte aller Art (u. a. gegen die Verwendung von Pflanzenschutzmitteln und Holzschutzmitteln wegen ihrer bioziden Wirkstoffe) fiel er besonders durch seinen Kampf gegen Amalgamfüllungen wegen der Exposition von Quecksilberdämpfen auf; seit 1989 setzte er kaugummiaktivierte Speicheltests sowie einen DMPS-Test zum Nachweis der Aufnahme von Quecksilber aus Amalgam-Zahnfüllungen in den menschlichen Organismus ein. Daunderer trat in der Kontroverse über dieses Thema Ende der 1980er Jahre mehrfach im Fernsehen auf.
Max Daunderer lebte in Grünwald bei München. Er war Vater von drei Söhnen und einer Tochter.

## Rezeption
Während Daunderers frühere Veröffentlichungen in Fachzeitschriften akzeptiert wurden (bis ca. 1992) und einige seiner Bücher als Standardwerke der Toxikologie galten, war seine spätere, auf den Kampf gegen Umweltgifte und Amalgamfüllungen ausgerichtete Tätigkeit die eines Außenseiters mit geringer Unterstützung der Fachöffentlichkeit. Über den Atlas der Giftherde (mit Kernspin- und Röntgenbildern, die Daunderer zufolge Giftablagerungen zeigen sollen) rezensierte Thomas Zilker im Deutschen Ärzteblatt, dass „dieser vorwiegend radiologische Atlas von einem Autor verfaßt wurde, der offensichtlich keine ausreichende Kenntnis in der Neuroradiologie, Neuropathologie und in der Interpretation von Kernspinaufnahmen des Gehirns besitzt“. Es sei „unmöglich, den im Buch enthaltenen Unsinn im Einzelnen zu widerlegen, da hierfür ein weiteres Buch mit doppeltem Umfang geschrieben werden müßte“. Zu einem ähnlichen Urteil gelangte auch der Berliner Toxikologe Axel Hahn im Bundesgesundheitsblatt.
Die von Daunderer eingesetzten Kaugummitests sind nach Einschätzung des deutschen Bundesinstituts für Arzneimittel und Medizinprodukte ungeeignet für diagnostische Zwecke. Kaugummitests lösen nur Legierungspartikel ab, die kaum resorbierbar sind. DMPS, von ihm zur Diagnose und Behandlung der postulierten chronischen Quecksilbervergiftungen durch Amalgamfüllungen eingesetzt, ist nur zur kurzdauernden Therapie von akuten Quecksilbervergiftungen indiziert. Gerhard Lehnert et al. schrieben mit Bezug auf Daunderer 1996: „Auch einzelne Ärzte und selbsternannte Experten tragen mit falschen Befundinterpretationen und zum Teil noch nicht einmal behördlich zugelassenen therapeutischen Maßnahmen […] zu weiterer Verängstigung und Fixierung auf eine generell krankmachende Wirkung bestimmter Substanzen bei.“
Der Verein „Ökologische Ärztebund – Deutsche Sektion der International Society of Doctors for the Environment (ISDE)“ würdigte ihn in einem Nachruf als Vorkämpfer der Umweltmedizin und seine „unerbittliche Geduld im Kampf gegen Umweltgifte aller Art“: „Er scheute sich nicht Ross und Reiter zu nennen.“

## Werke (Auswahl)
(Die Werke Giftliste, Handbuch der Umweltgifte, Drogenhandbuch, Handbuch der Amalgamvergiftung, Giftpflanzen, Klinische Toxikologie, Atlas der Giftherde und Klinische Toxikologie in der Zahnheilkunde sind als Loseblattwerke in einheitlicher Gestaltung unter der Bezeichnung Toxikologische Enzyklopädie bei ecomed, Landsberg am Lech erschienen, weitere wie Holzgifte, Wohnraumgifte u. a. in der Reihe Kompendium der Klinischen Toxikologie. Die Reihen wurden mit Ausnahme der „Giftliste“ 2006 eingestellt.)
- Giftpflanzen – Pflanzengifte. Vorkommen, Wirkung, Therapie, Allergische und phototoxische Reaktionen; neu: mit Sonderteil über Gifttiere. mit Lutz Roth und Kurt Kormann, 6. Auflage, Nikol, Hamburg 2012, ISBN 978-3-86820-009-6.
- Klinische Toxikologie. Giftinformation, Giftnachweis, Vergiftungstherapie. 14 Bände, 183 Ergänzungslieferungen. ecomed, Landsberg am Lech 1995 bis Dez. 2006, ISBN 3-609-70000-9.
- Drogenhandbuch. Für Klinik und Praxis, Diagnose, Therapie, Nachweis, Prophylaxe, Recht, Drogenprofile. 3 Bde., 37 Ergänzungslieferungen. ecomed, Landsberg am Lech 1990–2006, ISBN 3-609-71101-9.
- Handbuch der Umweltgifte. Klinische Umwelttoxikologie für die Praxis. 7 Bände, 86 Ergänzungslieferungen. ecomed, Landsberg am Lech 1990–2006, ISBN 3-609-71120-5.
- Gifte im Alltag. Wo sie herkommen, wie sie wirken, wie man sich dagegen schützt. Beck, München 2005, ISBN 3-406-42095-8 (kritische Rezension im Deutschlandfunk: dradio.de ).
- Erste Hilfe bei Chemikalienunfällen. 7., erweiterte und aktualisierte Auflage. Ko-Autoren: Lutz Roth, Gabriele Rupp, ecomed Sicherheit, Landsberg am Lech 2004, ISBN 3-609-64447-8.
- Amalgam. 6., völlig überarbeitete Auflage. ecomed, Landsberg am Lech 2000, ISBN 3-609-63496-0, Sonderdruck aus Handbuch der Amalgamvergiftung.
- Handbuch der Amalgamvergiftung. Diagnostik, Therapie, Recht. 3 Bände, 15 Ergänzungslieferungen. ecomed, Landsberg am Lech 1992–1999, ISBN 3-609-71750-5.
- Atlas der Giftherde. Röntgen und Kernspintomographie. ecomed, Landsberg am Lech 1998, ISBN 3-609-64050-2.
- Passivrauchen. ecomed, Landsberg am Lech 1997, ISBN 3-609-51040-4.
- Pestizid-Vergiftungen. Diagnostik und Therapie. ecomed, Landsberg am Lech 1997, ISBN 3-609-51260-1.
- Wohnraumgifte, Diagnostik, Therapie. ecomed, Landsberg am Lech 1996, ISBN 3-609-62820-0.
- Holzgifte. Diagnostik Therapie Recht. ecomed, Landsberg am Lech 1995, ISBN 3-609-64100-2.
- Klinische Toxikologie in der Zahnheilkunde. 1 Band, 3 Ergänzungslieferungen. ecomed, Landsberg am Lech 1995, ISBN 3-609-70311-3.
- Lexikon der Pflanzen- und Tiergifte. Nikol, Hamburg 1995, ISBN 3-933203-41-4.
- Drogen. Diagnostik, Therapie. ecomed, Landsberg am Lech 1991, ISBN 3-609-63750-1.
- Giftliste. Giftige, krebserzeugende, gesundheitsschädliche und reizende Stoffe. 5 Bände, 109 Ergänzungslieferungen. ecomed, Landsberg am Lech 1976, ISBN 3-609-73120-6.
- Akute Intoxikationen. Hausärztliche und klinische Therapie. Urban & Schwarzenberg, München / Berlin / Wien 1974, ISBN 3-541-06371-8.